# Joaquín Ramírez
Reber Joaquín Ramírez Gamarra (Nanchoc, 7 de enero de 1970) es un administrador de empresas y político peruano. Es el actual alcalde de la ciudad de Cajamarca, ejerciendo el cargo desde el 1 de enero del 2023. Fue congresista de la república durante el periodo 2011-2016, siendo el más votado por la circunscripción de Cajamarca con 83,179 votos.

## Biografía
Nació en el pueblo de Nanchoc, ubicado en la provincia de San Miguel del departamento de Cajamarca, el 7 de enero de 1970. Es hermano del excongresista fujimorista, Osías Ramírez.
Se ha dedicado principalmente a la actividad empresarial, siendo accionista y gerente de diversas empresas en el área inmobiliaria, así como automotriz e informática. En el año 2008 se graduó como Licenciado en Administración de Empresas en la Universidad Alas Peruanas, de la que su cuestionado tío Fidel Ramírez Prado fue fundador y rector. Asimismo ha realizado un posgrado en la Atlantic International University entre 2009 y 2011, universidad no legalmente acreditada según la Secretaría de Educación de los Estados Unidos.
De igual manera, fue presidente del Club Carlos A. Mannucci y del Club Universidad Técnica de Cajamarca.

## Trayectoria política

### Congresista de la República
Joaquín Ramírez se inició en la política como miembro de Cajamarca Siempre Verde, movimiento regional fundado y liderado por el exministro fujimorista Absalón Vásquez. Posteriormente deciden forma alianza con el recién creado Fuerza 2011 de Keiko Fujimori para apoyar su candidatura presidencial para las elecciones generales del año 2011 y Ramírez se apunta como candidato al Congreso de la República por la circunscripción de Cajamarca para las elecciones parlamentarias. Ramírez resultó elegido congresista obteniendo 83,179 votos, siendo la votación más alta obtenida en la región, y fue juramentado para el periodo parlamentario 2011-2016.
Dentro de su gestión parlamentaria, ejerció como presidente de la Comisión de Salud y secretario de la Comisión de Economía. También fue vocero de la bancada de Fuerza Popular. En julio del 2014, Ramírez postuló a la primera vicepresidencia de la Mesa Directiva del Congreso en la lista encabezda por el congresista Javier Bedoya de Vivanco, la cual perdió ante la candidatura de la oficialista Ana María Solórzano.
Al culminar su gestión como congresista, Joaquín Ramírez fue asignado como secretario general de Fuerza Popular en reemplazo de Jaime Yoshiyama, sin embargo, Ramírez terminó por renunciar al cargo y al partido en 2016 ante la denuncia periodística por lavado de activos.

### Alcalde de Cajamarca
En las elecciones municipales del año 2022, Joaquín Ramírez reapareció en el ámbito político como candidato a la alcaldía de la provincia de Cajamarca por el movimiento regional Cajamarca Siempre Verde. Pese a sus investigaciones por el Caso DEA, Ramírez logró ser elegido como el nuevo alcalde de la ciudad de Cajamarca para el periodo municipal 2023-2026.

## Controversias
En el año 2014 fue denunciado por la Procuradora de Lavado de Activos, pero al ser congresista contaba con inmunidad parlamentaria, por lo que no era posible realizar las investigaciones preliminares para esclarecer su fortuna, la cual superaba los US$ 7 millones, investigación que también involucraba a su hermano Osías Ramírez Gamarra.
En setiembre del 2014 la procuradora Julia Príncipe anunció que «Hubo un incremento inusual del patrimonio del congresista Joaquín Ramírez Gamarra, desde el año 2003 hasta la fecha, desarrollándolo principalmente en el ámbito inmobiliario a través de sus empresas, cuando en sus inicios solo se desempeñaba como cobrador de transporte público».
El 15 de mayo del 2016, Univision Noticias emitió un reportaje en el cual se le atribuye una investigación en su contra iniciada por lavado de activos, llevada a cargo por la DEA —Drug Enforcement Administration— sobre US$ 15 millones que se le fueron entregados por Keiko Fujimori.
En 2018 el programa Primer plano del canal Willax Televisión reveló que Ramírez fundó la Universidad Privada Juan Pablo II en 2017.
En el año 2023 se realizó la investigación por el Ministerio de Interior, institución que señaló como la mayor investigación de lavados de activos en su país.